# Simon van Gent
Simon van Gent was een monnik van de Gentse Sint-Pietersabdij en abt van de Sint-Bertinusabdij te Sint-Omaars. Hij schreef in de 12e eeuw een kroniek van deze vroegere abdij in het huidige Saint-Omer.

## Levensloop
Simon werd opgeleid in de Sint-Bertijnsabdij en in 1117 naar de Gentse Sint-Pietersabdij gestuurd om deze mee te helpen hervormen. In 1127 werd hij abt van Auchy-les-Moines en in 1131 van de abdij van Sint-Bertijns. Hij werd er ten laatste in 1137 afgezet omdat hij verkozen zou zijn geweest zonder toestemming van de monniken uit Cluny. Hij werd er opgevolgd door abt Leo. Hij keerde toen terug naar Gent en bleef daar tot kort voor zijn dood in 1148.  

## Kroniek van de Sint-Bertinusabdij
De kroniek van monnik Simon (ook Simon van Gent genoemd) kreeg de titel ‘van Sithiu’, genoemd naar de oude naam van Sint-Omaars, nl. de 'Gesta abbatum Sancti Bertini Sithiensium'. In zijn eerste boek behandelt monnik Simon de periode 1021-1095, het tweede boek beschrijft de periode 1095-1131 en in het laatste boek komen de eerste jaren van zijn opvolger Leo (1137-1145) aan bod. Zijn eigen abbatiaat liet hij achterwege, maar dit werd later aangevuld. Hij schreef zijn eerste boek in Sint-Omaars tijdens het abbatiaat van Lambertus van Sint-Bertijns (abt van 1095 tot 1123) en maakte er dus van nabij de pogingen van Lambertus om de cluniaanse hervorming door te voeren mee. De twee volgende boeken schreef Simon tijdens zijn tweede verblijf te Gent (1137-1148), dus na zijn abbatiaat te Sint-Bertijns.  

## Zijn werk als kroniekschrijver
Zijn kroniek over de abdij ('Sancti Bertini Sithiensium') was een vervolg op de Gesta (de daden) van de abten van Sint-Bertijns, door Folcuin van Lobbes geschreven in 961-962. Het werk van Simon staat niet op gelijke hoogte als dat van Folcuinus en het is slechts middelmatig interessant voor de algemene geschiedenis van het graafschap Vlaanderen. Wel putte de auteur van de Flandria Generosa uit Simons werk voor de regering van Willem Clito en later maakte ook Jan de Lange gebruik van Folcuinus, Simon en hun navolgers. Over de regering van Karel de Goede, de onlusten en gevechten in 1127-1128 tussen Clito en Diederik van de Elzas (o.a. de Slag van Axpoele op 21 juni 1128) en het daaropvolgende bestuur van Diederik is Simon heel karig met informatie.  